# Theresa May
Theresa Mary, Lady May (/təˈriːzə ˈmeɪ/), född Brasier (/ˈbreɪʒər/) den 1 oktober 1956 i Eastbourne i East Sussex, var Storbritanniens premiärminister från 13 juli 2016 till den 24 juli 2019 och var partiledare för det Konservativa partiet från juli 2016 till 23 juli 2019 (tillförordnad från 7 juni 2019).
May identifierar sig själv som torydemokrat och karakteriseras som en socialkonservativ politiker. Hon blev den andra kvinnliga brittiska premiärministern i landets historia, och även Konservativa partiets andra kvinnliga partiledare. I september 2017 rankades hon av Forbes som den näst mäktigaste kvinnan i världen, efter Angela Merkel.

## Bakgrund och uppväxt
May växte huvudsakligen upp i Oxfordshire. Hon var enda barnet till Zaidee (1928–1982) och Hubert Brasier (1917–1981). Hennes far var  präst i den anglikanska kyrkan och kyrkoherde i Wheatley, Oxfordshire, en villaförort till Oxford, där May växte upp och gifte sig. Hennes mor var en stark anhängare av det Konservativa partiet. Fadern omkom i en bilolycka och hennes mor, som led av multipel skleros, avled några månader senare.
Sin skoltid tillbringade May inom Englands allmänna skolsystem, men gick en kortare tid i en katolsk skola. Hon gick senare vidare och studerade vid Oxfords universitet, där hon tog kandidatexamen i geografi.
May är aktiv medlem i den anglikanska kyrkan och deltar regelbundet i söndagsgudstjänsten. Hon har ofta nämnt att den kristna tron är en integrerad del i hennes liv.

## Politisk karriär
Efter att ha kandiderat till det brittiska underhuset i parlamentsvalet 1992 och i ett fyllnadsval 1994 blev May invald som parlamentsledamot för valkretsen Maidenhead i parlamentsvalet 1997. Från 1999 till 2010 var hon skuggminister med ansvar för olika frågor i skuggkabinetten under William Hague, Iain Duncan Smith, Micheal Howard och David Cameron. Mellan 2002 och 2003 var May även ordförande (Chairman) för det Konservativa partiet.

### Storbritanniens inrikesminister
Efter bildandet av en koalitionsregering under premiärminister David Cameron efter parlamentsvalet 2010 tillträdde May som inrikesminister samt jämställdhetsminister. Hon gav upp den senare rollen 2012. Efter parlamentsvalet 2015, som ledde till en konservativ enpartiregering, stannade hon på posten som inrikesminister. May blev sedermera den längst sittande inrikesministern sedan James Chuter Ede 60 år tidigare. May genomförde som inrikesminister bland annat en hårdare linje gentemot droger och striktare restriktioner på migrationsområdet.

### Storbritanniens premiärminister

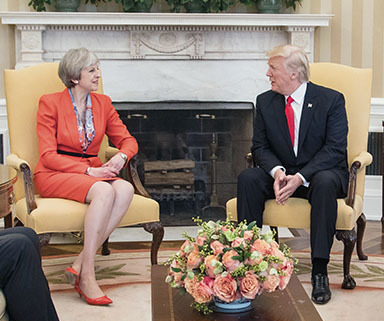
Theresa May och Donald Trump i Ovala rummet den 27 januari 2017.

Efter att David Cameron tillkännagav sin avgång som premiärminister den 24 juni 2016 som följd av resultatet i folkomröstningen om Storbritanniens fortsatta EU-medlemskap, tillkännagav May att hon skulle ställa upp i det Konservativa partiets ledarskapsval. Hon blev snabbt en toppkandidat till posten som ny partiledare. May vann den första och andra omröstningen i parlamentsgruppen med bred marginal och skulle därefter möta Andrea Leadsom i en avgörande medlemsomröstning. Leadsom drog emellertid tillbaka sin kandidatur den 11 juli 2016, varpå May utsågs till partiledare för Konservativa partiet samma dag. Två dagar senare utsågs hon även till Storbritanniens premiärminister av drottning Elizabeth II. Hennes regering kom primärt att fokusera på Storbritanniens utträde ur Europeiska unionen.
Den 27 januari 2017 blev May den första internationella ledaren att åka till Vita huset för att möta och samtala med USA:s president Donald Trump, sju dagar efter Trumps tillträde som president.

#### Nyval 2017
Den 18 april 2017 uppmanade May underhuset att rösta för att landet ska hålla nyval den 8 juni 2017 med motiveringen att motverka politisk instabilitet och därmed stärka förhandlingsläget inför Storbritanniens utträde ur EU. För att utlysa nyvalet krävdes det att två tredjedelar av underhuset röstade för förslaget. Dagen efter uppmaningen, den 19 april, röstade en bred majoritet av underhuset för att utlysa nyval med röstsiffrorna 522 för och 13 emot. 
Nyvalet blev emellertid inte lyckat för May, utan i valet tappade det Konservativa partiet 12 mandat, från 330 mandat till 318, vilket betydde att partiet förlorade sin majoritet i underhuset. Dock förblev det Konservativa partiet största parti med bred marginal. Efter valet tvingades May söka stöd hos det nordirländska Demokratiska unionistpartiet för att uppnå de 326 mandat som krävs för att en regering ska få egen majoritet. Med hjälp av de tio mandat som DUP fick i valet kunde May bilda sin andra regering den 9 juni 2017, den här gången som en minoritetsregering. DUP ingick inte i regeringen och fick inga ministerposter, utan fungerade som ett stödparti.

#### Avgång
I december 2018 tvingade missnöjda konservativa parlamentsledamöter fram en förtroendeomröstning om May i partigruppen, vilken hon vann med 200 röster mot 117. I november 2018 hade Mays regering förhandlat fram en uppgörelse med EU, rörande Storbritanniens utträde, även kallat Brexit, och parternas fortsatta relationer. Denna uppgörelse förkastades dock tre gånger under början av 2019 av det brittiska parlamentet. I maj samma år aviserade May sin avgång som partiledare och premiärminister. I juli 2019 efterträddes hon av Boris Johnson. Hon satt sedan ytterligare en mandatperiod i underhuset innan hon drog sig tillbaka därifrån i samband med parlamentsvalet 2024. Sedan september 2024 är hon ledamot av överhuset.